# Clube de Futebol "Os Balantas"
Maillots
Actualités
Le Clube de Futebol "Os Balantas" de Mansôa est un club bissau-guinéen de football basé à Mansôa.

## Histoire
La date officielle de la création de l'équipe est considérée comme étant l'année 1974, quand fut fondé la Fédération de Guinée-Bissau de football, mais le club est né le 18 septembre 1946. Le club gagne son premier trophée dès la saison 1959-60, en remportant le championnat Nord et celui de la province de guinée, qu'il remporte à nouveau les deux saisons suivantes. Devenu le meilleur club de Guinée, le club se rend au Portugal au terme de la saison 1963. Il y dispute 5 matches (Lusitano Ginásio Clube de Évora, Sporting Clube de Braga, Grupo Desportivo da CUF, Associação Académica de Coimbra et une sélection de Beja), tous perdus.
En 1965, au total le Clube de Futebol "Os Balantas" a remporté 5 championnat du Nord et 3 de la province de Guinée
Le Clube de Futebol "Os Balantas" est devenu le premier Club champion de Guinée-Bissau après l'indépendance du pays. Les bleus à la croix du christ remportent encore 3 championnats, mais, curieusement, ils n'ont jamais remporté la coupe nationale.

## Palmarès

### Palmarès
Le palmarès d'"Os Balantas" compte quatre championnats et deux supercoupes.
| Compétitions nationales | Compétitions internationales |
| --- | --- |
| - Championnat de Guinée-Bissau (4) - Champion : 1975, 2006, 2009, 2013 - Vice-champion : 2007, 2011 - Coupe de Guinée-Bissau (0) - Vainqueur : Néant - Finaliste : 1989, 2010 - Supercoupe de Guinée-Bissau (2) - Vainqueur : 2006, 2013 - Finaliste : 2010 | - Coupe des clubs champions africains (0) - Meilleure performance : Premier tour (1976) - Ligue des champions (0) - Meilleure performance : Tour préliminaire (2007, 2010, 2014) - Coupe d'Afrique des vainqueurs de coupe (0) - Meilleure performance : Néant - Coupe de la confédération (0) - Meilleure performance : Néant |

### Participation aux compétitions africaines
Cette page présente l'historique complet des matchs africains disputés par le Clube de Futebol "Os Balantas" depuis 1976.
En 2014, le Clube de Futebol "Os Balantas" a renoncé aux compétitions africaines faute de fonds.
| Date | Tour              | Adversaire        | Score aller | Score retour | Compétition               |
| ---- | ----------------- | ----------------- | ----------- | ------------ | ------------------------- |
| 1976 | Premier tour      | ASC Diaraf        | 6-1         | 4-1          | Coupe des clubs champions |
| 2007 | Tour préliminaire | JS Kabylie        | 3-1         | 2-1          | Ligue des champions       |
| 2010 | Tour préliminaire | Difaâ d'El Jadida | 0-0         | 0-3          | Ligue des champions       |
| 2014 | Tour préliminaire | Séwé Sports       | Forfait     | Forfait      | Ligue des champions       |

#### Bilan
Mise à jour avant la saison 2016
| Coupe                     | Saisons | Matchs Joués | Victoires | Nuls | Défaites | Buts marqués | Buts encaissés | Différence de but |
| Coupe des clubs champions | 1       | 2            | 0         | 0    | 2        | 2            | 10             | -8                |
| Ligue des champions       | 3       | 4            | 0         | 1    | 3        | 2            | 8              | -6                |
| TOTAL                     | 4       | 6            | 0         | 1    | 5        | 4            | 18             | -14               |